# Maximiliano Hernández Martínez

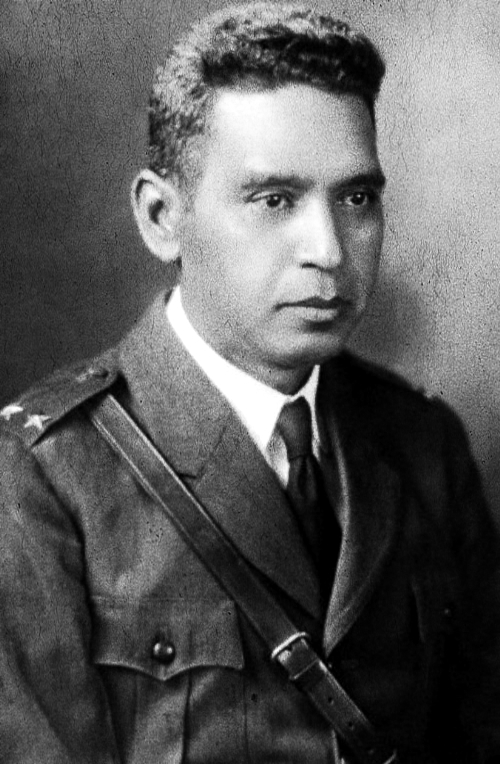
Maximiliano Hernández Martínez

Maximiliano Hernández Martínez (* 21. Oktober 1882 in San Matías, El Salvador; † 15. Mai 1966 in Jamastrán, Honduras) war ein salvadorianischer Politiker und zwischen 1931 und 1944 Diktator von El Salvador.

## Leben

### Frühe Laufbahn
Nach einem Studium an der University of El Salvador trat Maximiliano Hernández Martínez 1903 der Armee bei und stieg zum Leutnant auf. 1914 wurde er zum Oberst und 1919 zum Brigadegeneral ernannt. 1921 wurde Hernández Martínez Kriegs- und Marineminister. Da die Guardia Nacional neben dem Präsidentschaftsministerium auch dem Kriegsministerium unterstellt war, war Hernández Martínez auch für die Menschenrechtsverletzungen der Guardia Nacional mitverantwortlich.

### Putsch
Auch weil die Großgrundbesitzer-Oligarchie keine Steuern zahlte, stand der salvadorenische Staat 1931 vor der Zahlungsfähigkeit. Deshalb plante Präsident Arturo Araujo, das Militärbudget zu kürzen, um der Regierung wieder finanziellen Spielraum zu verschaffen. Da Soldaten und Offiziere ohnehin schon monatelang keinen Sold erhalten hatten, verstärkte dieses Vorhaben ihre Erbitterung und ihren Widerstand dagegen. Am 1. Dezember 1931 entließ Araujo Kriegs- und Marineminister Maximiliano Hernández Martínez und ersetzte ihn durch seinen Schwager Salvador López Rochac. Einen Tag später putschten junge Offiziere gegen Araujo, zwangen ihn zur Flucht nach Guatemala und nahmen hochrangige Militärs fest.
Nach dem Putsch übernahm ein aus zwölf Offizieren bestehendes „Directorio cívico“ die Macht. Am 4. Dezember löste sich das Gremium auf und ernannte Martínez, damals Vizepräsident, zum provisorischen Staatsoberhaupt. Während er seine Macht festigte, übernahm Joaquín Valdés das Amt des Kriegsministers.

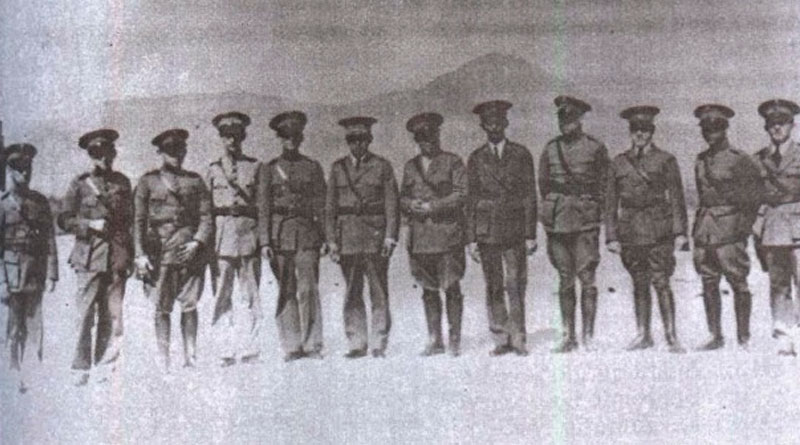
Das Civic Directory vom Dezember 1931; Martínez ist der Sechste von links.

### La Matanza
Nach dem Putsch von 1931 verschob das Militär die für den 15. Dezember geplanten Kommunal- und Parlamentswahlen auf Januar 1932. Obwohl freie und faire Wahlen versprochen wurden, annullierte die Regierung Wahlergebnisse in Gemeinden, in denen die Kommunistische Partei gewonnen hatte. Als sich in den Parlamentswahlen ein Sieg der Kommunisten im Departamento San Salvador abzeichnete, wurden stattdessen drei nichtkommunistische Kandidaten als Sieger ausgerufen. Schließlich annullierte die Regierung beide Wahlen vollständig. Diese Manipulation führte die Kommunisten zu der Überzeugung, dass ein demokratischer Machtwechsel nicht möglich sei.
Unter den Bauern herrschte Verzweiflung, seit infolge der Weltwirtschaftskrise der Erlös für den geernteten Kaffee, der für viele von ihnen die Lebensgrundlage war und eines der wichtigsten Exportgüter des Landes, dramatisch fiel. Am 22. Januar 1932 erhoben sich Tausende Bauern unter Führung von Francisco Sánchez sowie indigene Pipil unter Feliciano Ama in einem bewaffneten Aufstand gegen die Regierung von Maximiliano Hernández Martínez. Die Aufständischen eroberten mehrere Städte und griffen Politiker, Militärs und Landbesitzer an. Innerhalb weniger Tage schlug das Militär den Aufstand nieder.
Martínez rief das Kriegsrecht aus und befahl eine brutale Vergeltungsaktion gegen die indigene und bäuerliche Bevölkerung West-El Salvadors. Zwischen 10.000 und 40.000 Menschen wurden durch das Militär getötet. Der Dichter und Revolutionär Roque Dalton nannte eine Zahl von mehr als 30.000 Toten. Dieses Massaker, bekannt als La Matanza („Das Massaker“), gilt als eines der blutigsten Ereignisse in der Geschichte El Salvadors und wird von einigen Historikern als Völkermord eingestuft.
Die Hauptanführer der Rebellion, darunter Francisco Sánchez, Feliciano Ama, Farabundo Martí, Mario Zapata und Alfonso Luna, wurden zwischen dem 25. Januar und dem 1. Februar 1932 hingerichtet.
Am 11. Juli beschloss die Gesetzgebende Versammlung ein Dekret, das allen Tätern aus den Kreisen der Regierung und denen, die Befehle der Regierung und der Armeeführung ausgeführt hatten, eine Amnestie für die während der Niederschlagung begangenen Verbrechen gewährte.

### Festigung der Macht
Da die Regierung Hernández Martínez anfangs von den Regierungen der anderen zentralamerikanischen Staaten und derjenigen der USA nicht anerkannt wurde, bemühte sich Hernández Martínez um die formale Legitimation seiner Macht. Dazu gehörte die Begründung, dass er Vizepräsident gewesen sei und er somit das Amt von Arturo Araujo in dessen Abwesenheit ausübe. Sechs Monate vor Ablauf der Amtszeit von Araujo, trat Hernández Martínez zurück und ließ sich als einziger Kandidat zum Präsidenten wählen.

### Entmachtung
1944 wurde Hernández Martínez durch einen von Studenten initiierten und organisierten Generalstreik paro de brazos caídos, entmachtet. Er flüchtete nach Guatemala. Die Protestbewegung sprang danach auf Guatemala über und führte zum Sturz des Diktators Jorge Ubico. Schließlich floh er ins Exil nach Honduras. Dort lebte er als Grundbesitzer, bis er am 15. Mai 1966 von seinem Fahrer erstochen wurde.

## Ideologische Grundlagen seiner Politik

### Faschismus und Rassismus
Vor dem Zweiten Weltkrieg bekannte sich Maximiliano Hernández Martínez offen zum Faschismus. Seine Regierung erkannte als eine der ersten Regierungen die Diktatur von Francisco Franco in Spanien an. Offiziere des Militärs wie Arturo Castellanos wurden durch Stipendien für Studien im faschistischen Italien gefördert. Hernández Martínez berief auch zwei Deutsche in leitende Positionen. Der deutsche Konsul Baron Guillermo von Hundelshausen, Vater des Präsidenten der Cámara de Comercio e Industria Salvadorena Alemana, Wolf von Hundelshausen, wurde Direktor der neugegründeten, staatseigenen Banco Hipotecario. 1938 wurde Eberhardt Bohnstedt Leiter der Escuelas Militar Capitán general Gerardo Barrios. Hernández Martínez ließ Hitlers Geburtstag am 20. April 1939 öffentlich feiern.
Am 9. März 1938 wurde ein Grenzvertrag mit Guatemala unter Jorge Ubico Castañeda unterzeichnet. Am 30. Juli 1939 wurde 50 jüdischen Flüchtlingen die Einreise nach El Salvador verweigert. Jeder Flüchtling hatte 500 US-Dollar für salvadorianische Visa in Budapest und Amsterdam gezahlt, aber bei der Ankunft in El Salvador wurden diese zu Fälschungen erklärt und die Flüchtlinge zurück nach Deutschland geschickt. Weltweit waren die deutschen Botschaften Anlaufstellen für die Auslandsorganisation der NSDAP, so auch in El Salvador.
Während des Zweiten Weltkriegs gefährdete die Zusammenarbeit mit Deutschland und Italien die guten Beziehungen zu den USA. Die Regierung der USA reagierte im Sinne der „Good Neighbor Policy“ mit Drohgebärden und Hernández Martínez erklärte den Achsenmächten einen Tag nach dem japanischen Angriff auf Pearl Harbor den Krieg. Ferner ließ Hernández Martínez eine von Deutschen betriebene Rundfunkstation schließen.
Unmittelbar nach der La Matanaza ließ Hernández Martínez den öffentlichen Gebrauch des Nawat verbieten. 1933 erließ er ein rassistisches Einwanderungsgesetz, das Juden, Roma, Malaien, Türken, Arabern und Schwarzen die Einwanderung nach El Salvador verbot.

### Wirtschaftspolitik
Hernández Martínez hatte die Unterstützung der Oligarchie und verfolgte eine Austeritätspolitik. Auf Weisung seiner Regierung wurden die Löhne um 30 % gekürzt. Es gelang ihm, die Zahlungsunfähigkeit des Staates zu beenden. Ebenso gelang es durch einen Erlass von Auslandsschulden, das Handelsbilanzdefizit zu verringern. Unter seiner Herrschaft wurden eine Staatsbank und eine staatseigene Hypothekenbank eingerichtet. Durch den Zweiten Weltkrieg erhöhten sich die Staatseinnahmen durch steigende Exporte in die USA deutlich und die wirtschaftliche Situation verbesserte sich etwas. Als Reaktion auf die Unzufriedenheit der Bauern wurde daraufhin ein sehr kleiner Teil des Landes an besitzlose Bauern neu verteilt.

### Theosophie
Seine Lebenseinstellung war geprägt von Aberglaube, Okkultismus und dem Glauben an Reinkarnation. Darüber hinaus war er Mitglied der Theosophischen Gesellschaft. Er ordnete familiäre und private Beziehungen seinem theosophischen Glauben und seinen Ambitionen als Herrscher unter. Ein Beispiel dafür ist der Tod seines Sohnes Maximiliano. Das Kind erkrankte an Blinddarmentzündung, Hernández Martínez verweigerte ihm eine Behandlung durch einen Arzt, stattdessen versuchte er ihn mit „blauen Wassern“ zu behandeln. Dabei handelte es sich um Wasser, das viele Male unter der Sonne aus blauen Flaschen hin und her geschüttet wurde. Die Behandlung endete tödlich für seinen Sohn. Die Antwort von Hernández Martínez war nur Resignation, da nur die „unsichtbaren Mediziner“ hätten retten können. Des Weiteren war er Vegetarier und lebte vollständig abstinent. Er forderte seine Kinder zur Annahme seines Lebensstils auf.

## Nachwirkung
In den 1980er Jahren tauchte eine nach ihm benannte Todesschwadron auf, die Brigada Anti-Comunista Maximiliano Hernández. Die Methode von Hernández Martínez, die Mitglieder der Guardia Nacional vor den Morden reichlich mit Alkohol zu verköstigen, lebt im Drogenkonsum der Escuadrones de la Muerte fort. Die Partei ARENA betrachtet Maximiliano Hernández Martínez weiterhin als Retter der Nation.